# Amenouzume
Amenouzume, Amanouzume (jap. 天鈿女命, 天宇受賣命 Niebiańska Bystra Dziewczyna; Kobieta Opętująca Mężczyzn Nieba) – jedna z niebiańskich bogiń shintō, kojarzona jest przede wszystkim z tańcem, który wykonała przed kryjówką bogini Amaterasu, obrażonej żartami Susanoo. Bogini wyruszyła również w podróż z Ninigim w celu zapanowania nad archipelagiem japońskim, podczas której poznała swojego przyszłego męża – Sarutahiko, z którym dała początek rodowi Sarume. 
Uważana jest za prekursorkę tańców hieratycznych kagura. Łączy się ją często z kultami fallicznymi. W kultach synkretycznych bywa przedstawiana w ikonografii jako towarzyszka siedmiu bogów szczęścia. 

## Tańcząca bogini
Taniec Amenouzume, który stanowił istotną część planu wywabienia Amaterasu z jaskini został dokładnie opisany w Kojiki. Bogini zanim przystąpiła do tańca zawinęła rękawy, przystroiła głowę gałązkami niebiańskiej trzmieliny i wzięła do ręki listek trawiastego bambusa z Niebiańskiego Wzgórza Orgii. Następnie przewróciła drewnianą kadź do góry dnem i wstąpiła na nią tupiąc głośno. Podczas tańca obnażyła piersi i przesunęła opaskę spódnicy poniżej brzucha. Na ten widok osiemset dziesiątków tysięcy duchów wybuchnęło śmiechem, aż się zatrzęsła Wysoka Równina Niebios. 
Opowieść o tańcu Amenouzume posłużyła jako dowód na to, że bóstwa powinny być zabawiane podczas świąt za pomocą muzyki, śpiewu i tańca. W Japonii rozpowszechnione jest przekonanie, iż taniec i muzyka pochodzą od bogów, gdyż po raz pierwszy zatańczyła właśnie bogini Amenouzume. Z przeświadczenia o niebiańskim rodowodzie tych dziedzin sztuki wiąże się też nazwa, którą zaczęto określać rytualne tańce wykonywane w czasie ceremonii religijnych – słowo kagura oznacza bowiem dosłownie „radość bogów”.
Od Amenouzume miały się wywodzić przebywające na dworze cesarskim tancerki z rodu Sarume. Wykonywały one między innymi rytualny taniec zwany mitamashizume przed Świętem Dziękczynienia za Plony, aby wzmóc witalne siły cesarza, który w czasie religijnych ceremonii odradzał ducha ryżu.

## Spotkanie z Sarutahiko
Amenouzume z Sarutahiko spotkali się po raz pierwszy, gdy bóstwa towarzyszące Ninigiemu szykowały się do drogi na ziemię. W Kojiki jest napisane, iż na rozstaju ośmiu niebieskich szlaków Sarutahiko zastąpił drogę towarzyszom wnuka Amaterasu, a bił od niego tak silny blask, że rozświetliły się i niebo, i ziemia. W orszaku było wielu potężnych bogów, lecz na spotkanie z groźnie wyglądającym bóstwem wysłano wesołą Amenouzume. 
Bogowie nakazali, aby bogini sprawdziła, czy olbrzym ma wrogie zamiary wobec orszaku Ninigiego. Bogini bez strachu podeszła do nieznajomego, roześmiała się, obnażyła swoje piersi i łono i zapytała, dlaczego stanął na ich drodze. Sarutahiko zaskoczony takim powitaniem odpowiedział, że chciałby służyć wnukowi bogini słońca i pragnie zostać jego przewodnikiem. Kiedy boski orszak zszedł na ziemię, Ninigi nakazał, by dzielna bogini odprowadziła boga w jego rodzinne strony i została jego żoną. 
W starożytnych kronikach znajduje się wzmianka o tym, że boska para brała również udział przy podporządkowywaniu Ninigiemu mieszkańców mórz.

## Taniec Amenouzume w kulturze japońskiej

### Amenouzume w sztuce Ema
W sztuce nō pt. Ema („Tabliczki wotywne”, autor nieznany, XIV-XV w.) bóstwa świątyni Ise, czyli Amaterasu i Toyouke, występują pod postacią pary staruszków, którzy mają zawiesić w pawilonie Saigūden wotywne tabliczki. W drugiej części sztuki przedstawiony został taniec Amenouzume przed jaskinią, w której ukryła się bogini słońca urażona żartami swojego brata Susanoo.

### Taniec bogini w świątyniach
W Takachiho Jinja odbywają się rytualne tańce kagura o charakterze ludowym (satokagura), a nie dworskim (mikagura). Jednym z punktów programu jest zalotny taniec Amenouzume. Z kolei w czasie ceremonii oczyszczenia, która odbywa się w Ōta Jinja w Kioto, kapłanka miko (zazwyczaj kobieta w podeszłym wieku) prezentuje taniec bogini na pokrywie od beczki, kręcąc się w kółko i pobrzękując rytmicznie dzwoneczkami.